# This Is What You Want... This Is What You Get
This Is What You Want... This Is What You Get es un álbum de 1984 por Public Image Ltd. Es el cuarto álbum de estudio oficial de la banda e incluye el sencillo "Bad Life," y una versión regrabada de "This is Not a Love Song", la cual había alcanzado el puesto #5 en Reino Unido y fue un éxito internacional cuando fue lanzada como sencillo en 1983.

## Lista de canciones
Todas las canciones por John Lydon, Keith Levene y Martin Atkins excepto las indicadas * por John Lydon y Martin Atkins
1. "Bad Life"
2. "This is Not a Love Song" (Versión regrabada)
3. "Solitaire"
4. "Tie Me to the Length of That"*
5. "The Pardon"*
6. "Where Are You?"
7. "1981"*
8. "The Order Of Death"

## Personal
- John Lydon - Voz, bajo, violín, sintetizadores, teclados, percusión
- Colin Woore - Guitarra
- Louis Bernardi - Bajo
- Richard Cottle - Teclados
- Gary Barnacle - Bronce
- Martin Atkins - Batería

## Listas

### Reino Unido
- “This Is What You Want... This Is What You Get” entró rápidamente en la lista de UK Albums Chart, donde permaneció durante dos semanas y alcanzó el puesto # 56, el 21 de julio de 1984.[3]
- El sencillo “Bad Life” brevemente entró en la lista UK Top 75,  donde se mantuvo durante dos semanas y alcanzó el puesto # 71, el 19 de mayo de s.[3]

### Estados Unidos
- “This Is What You Want... This Is What You Get” no logró entrar en la lista de álbumes Billboard 200[4]